# Mieczysław Słowikowski
Mieczysław Zygfryd Słowikowski, né le 25 février 1896 à Jazgarzew, mort le 29 juillet 1989 à Londres, également connu sous le nom de code Rygor est un général de l’Armée Polonaise et officier de renseignement militaire. Créateur et chef du réseau PSW-Afrique (Ekspozytura Afryka), dont les renseignements ont grandement facilité l'organisation de l'opération Torch en novembre 1942.

## Biographie
En 1915-17, Słowikowski participe aux activités de Polska Organizacja Wojskowa.  En 1918 rejoint l'Armée polonaise pour prendre part à la guerre soviéto-polonaise de 1919 à 1921. En 1919, il est commandant des bataillons de l’Armée Polonaise sur le front soviétique, où il est blessé à deux reprises et participe ensuite dans la bataille de Varsovie en juillet et août 1920.
En tant que diplômé de l’École Supérieure de Guerre, il occupe des postes de dirigeants à l’état-major au ministère de la Défense. Pendant quatre ans, il est au service de Józef Piłsudski. En 1937, il rejoint le 2e bureau et il est affecté comme secrétaire au consulat polonais à Kiev en Ukraine soviétique. Sa fonction réelle est la collecte de renseignements dans le sud de la Russie.

### Réseau d'évacuation à Toulouse
En octobre 1939, après l’occupation de la Pologne par Hitler et Staline, Słowikowski avec le personnel de l’Ambassade est évacué en France où se reconstruit l'armée polonaise pour combattre aux côtés de son allié français. En juin 1940 la France capitule devant l'Allemagne Nazie et le gouvernement polonais dirigé par le général Władysław Sikorski quitte le sol français pour se réfugier à Londres. Słowikowski organise à Toulouse l'évacuation clandestine des militaires polonais vers la Grande-Bretagne.

### Réseau polonais Afrique
Le 21 juillet 1941, sur ordre 2e Bureau du gouvernement polonais, la major Słowikowski se rend à Alger, où sous le nom de guerre "Rygor" (rigueur en polonais) il crée l'Agence Afrique (pl) dont le premier siège est situé dans le Nouvel Hôtel du Palmier, 6 rue Arago à Alger. Il est secondé par le comte Henryk Ignacy Łubieński (pseudonym "Banuls"), lieutenant dans l'armée et journaliste de métier, le lieutenant de marine Tadeusz Jekiel ("Doctor") et le lieutenant Romeyko. Au début, c'est le major Maksymilian Ciężki, l'un des spécialistes de l'équipe polonaise de décryptage de la machine Enigma, qui assure une liaison radio avec Londres. À son apogée les effectifs de ce réseau s'établissent à 232 Français et Polonais répartis dans les secteurs suivants en Afrique française du Nord : Oran, Alger, Tunis, Maroc et Constantine. 
Le Réseau Afrique créé et financé par les Polonais en étroite collaboration avec le Intelligence Service britannique est le premier réseau de renseignements des forces alliés sur les territoires de l’Afrique du Nord et à ce titre il procure aux Résistants français une première opportunité de reprendre l’action, bien qu'après l'attaque contre la flotte françaises de Mers-el Kébir, un profond sentiment anglophobe règne parmi les militaires et la population françaises de l'Afrique du Nord. Cependant la Grande-Bretagne est l'ultime rempart de l'Europe libre contre les forces de l'Axe et mène à ce moment-là un très dur combat dans les déserts de Libye contre l'armée du général Rommel, le dirigeant du corps expéditionnaire allemand Afrikakorps. Le réseau transmet au chef d’État-major auprès du Gouvernement polonais en exil à Londres, des informations précises sur : les mouvements des navires, les ports, les aéroports, les fortifications de défense, les caractéristiques des navires et des forces aériennes, les données sur la défense anti-aérienne, les matières premières fournies et utilisées et également  les informations, pas moins importantes, sur le moral des soldats et les réactions et l’atmosphère de la population y compris les données sur les mouvements de résistance.

### Opération Torch

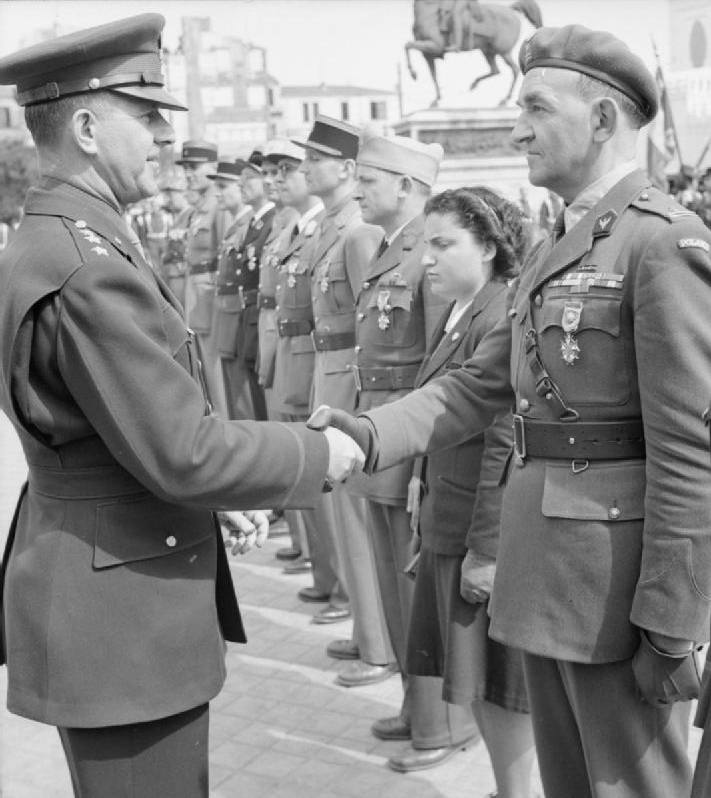
Pour sa contribution inestimable à la campagne des Alliés en Afrique du Nord, le général Jacob Devers remet la Légion of Merit au major Mieczysław Rygor Słowikowski

Après l'entrée en guerre des États-Unis à la suite de l'attaque de Pearl Harbor, le réseau entame une étroite coopération avec le consulat américain d’Alger et son Ministre Robert Murphy à préparer le débarquement des Alliés en Afrique du Nord (Opération Torch) confié au général Eisenhower. Le succès de ce débarquement qui a lieu le 8 novembre 1942 ouvre la voie à la campagne d'Italie.
Après le débarquement allié, le réseau cesse ses activités en Afrique du Nord, libéré et placé sous autorité française. À la demande du 2e Bureau polonais, Rygor poursuit ses activités de renseignement au bénéfice des Services Spéciaux français, britanniques et américains. Les secteurs de Constantine, Oran, Alger et ceux de Maroc sont réactivés et placés sous le commandement de Robert Ragache, assisté de Paul Schmitt pour l'Algérie et du lieutenant Edward Przesmycki pour le Maroc.

### Reconnaissance
En septembre 1944, pour sa contribution inestimable à la campagne des Alliés en Afrique du Nord, Słowikowski est décoré de l'Ordre de l'Empire britannique, le 28 mars 1944 et reçoit du général Jacob Devers, vice-commandant en chef des forces alliées en Afrique du Nord, la Legion of Merit. En septembre 1944 Słowikowski est promu général de brigade et affecté en tant que chef du personnel, au centre polonais de formation de l'Armée polonais à Crieff en Écosse.  
La République française confirma sa reconnaissance aux Résistants français et polonais du réseau et le réseau Afrique fut homologué en 1947 au titre des Forces Françaises Combattantes (FFC) sous l'appellation PSW-AFR Polska Służba Wywiadowcza Afryka (Service de renseignements polonais Afrique). Démobilisé en 1947, le général Słowikowski s'installe à Londres où il meurt en 1989.

## Distinctions
- Croix du Mérite en Or avec Épées polonaise.
- Ordre de l’Empire Britannique
- Legion of Merit américaine